# Лизидин
Лизидин — 2-метилимидазолин, бесцветные гигроскопические кристаллы, расплывающиеся на воздухе, растворимые в воде, этаноле и хлороформе, нерастворимые в эфире.
Будучи циклическим амидином, лизидин явдяется сильным основанием и образует с минеральными кислотами хорошо кристаллизующиеся соли.
Особенностью лизидина является образование хорошо растворимой в воде соли с мочевой кислотой, эта особенность послужила попытке использования лизидина в конце XIX — начале XX веков в качестве лекарственного средства при заболеваниях, сопровождающихся отложением в организме кристаллов мочевой кислоты или её солей — уратов. Впервые лизидин был предложен в качестве лекарственного средства при терапии подагры (заболевания, при котором в поражаемых тканях в происходит отложение уратов) Эрнстом Гравицем в 1894 г..
Клинические испытания лизидина не производились, теоретические основы применения лизидина в таком качестве были весьма сомнительны: при физиологических значениях pH лизидин существует лишь в виде солей, не солюбилизирующих ураты.
Тем не менее, некоторое время препараты на основе солей лизидина (битартрата и раствора каробната, получаемого растворением лизидина в большом количестве воды, насыщенной углекислым газом) назначались пациентам,  при этом наблюдался лишь некоторый мочегонный эффект «лекарств», в состав которого входили соли лизидина, причина которого могла лежать в мочегонном действии лизидина - или, скорее, большому количеству назначаемых одновременно с лизидину жидкости..
Несмотря на то, что эффективность лизидина как растворяющего ураты агента не была экспериментально доказана, на его основе в начале XX века массово производились различные патентованные лекарственные средства, наиболее известным из которых был уродонал, рекламировашийся как растворяющее мочевую кислоту «чудодейственное средство» от почечнокаменной и жёлчнокаменной болезней, подагры, артрита, ревматизма, атеросклероза, ожирения, печёночных колик и других заболеваний разнообразной этиологии.